# اتور استرائوس
اتور استرائوس یک مدیر ورزشی ایتالیایی و رئیس سابق باشگاه فوتبال اینتر میلان بین سال‌های ۱۹۰۹ تا ۱۹۱۰ بود.

## زندگی‌نامه
او دومین رئیس باشگاه فوتبال اینتر میلان بود. استرائوس، با توجه به خواست اکثریت اعضای سوئیسی باشگاه در آستانه اولین بازی اینتر در مسابقات قهرمانی فوتبال ایتالیا، جای جووانی پارامیتیوتی را گرفت. این تغییر در رأس باشگاه، در اکتبر ۱۹۰۸ و پس از دربی با آ.ث. میلان در «جام کیاسو» (Coppa Chiasso) که در شهر کیاسو برگزار شد صورت گرفت. استرائوس تا سال ۱۹۱۰ در سمت خود باقی ماند تا اینکه ریاست باشگاه را به کارلو ده مدیچی واگذار کرد.